# Єдлине (Пуховицький район)
Єдлине (біл. вёска Едліна) — село в складі Пуховицького району Мінської області, Білорусь. Село підпорядковане Пережирській сільській раді, розташоване в центральній частині області.